# 진안무주 국가지질공원

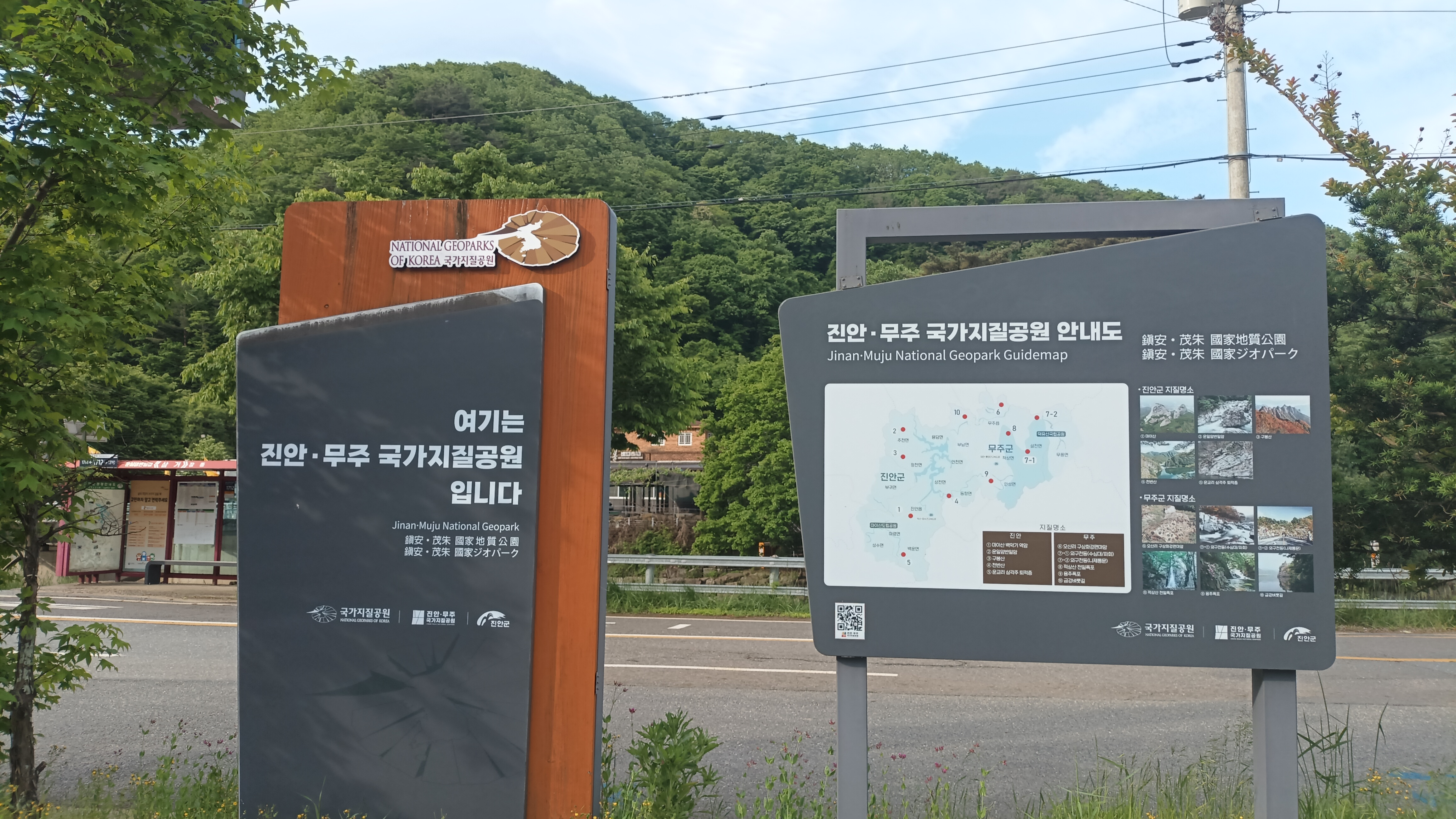
진안무주 국가지질공원 표지판, 운일암반일암 지질명소

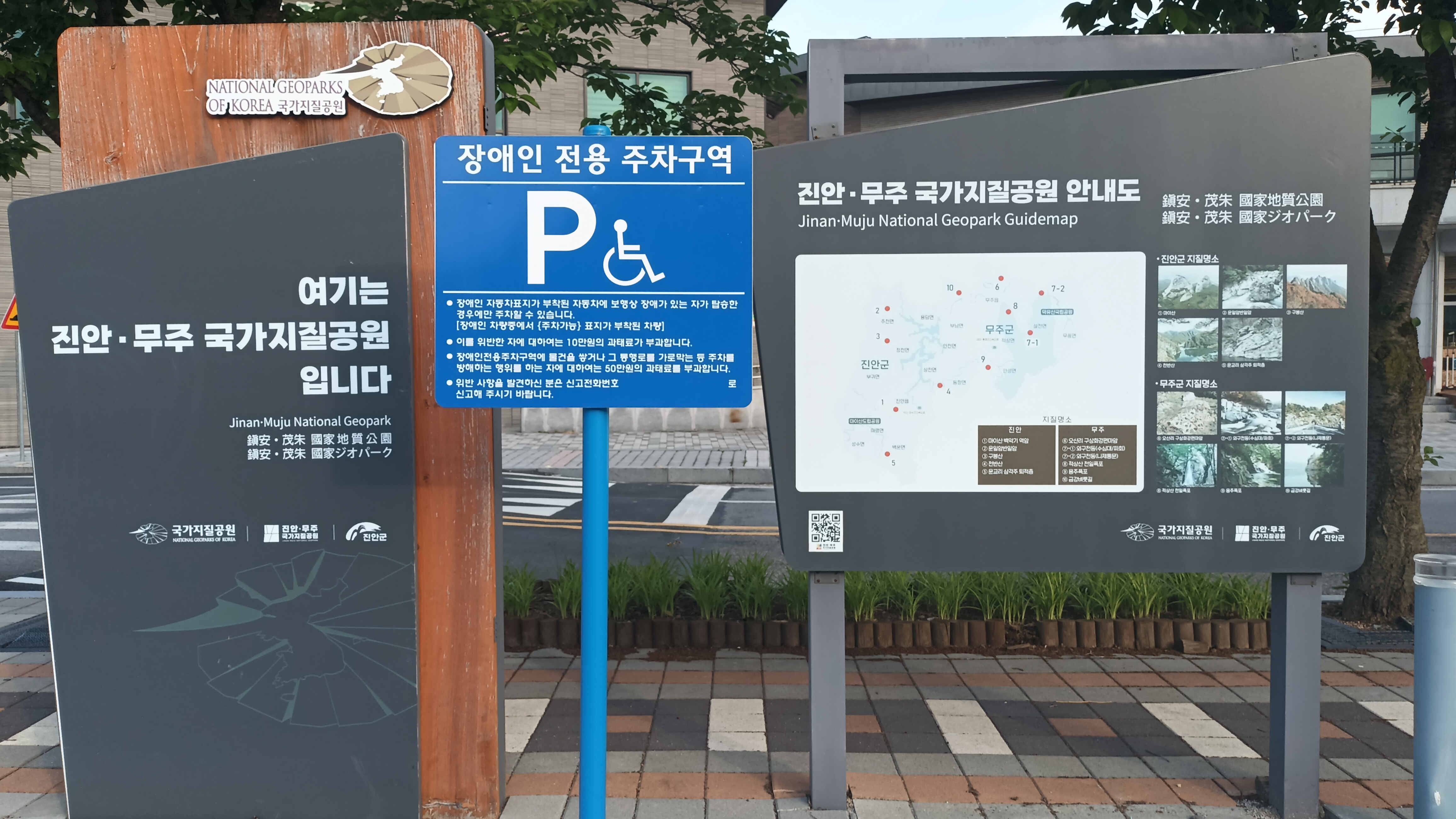
진안무주 국가지질공원 표지판, 마이산 지질명소

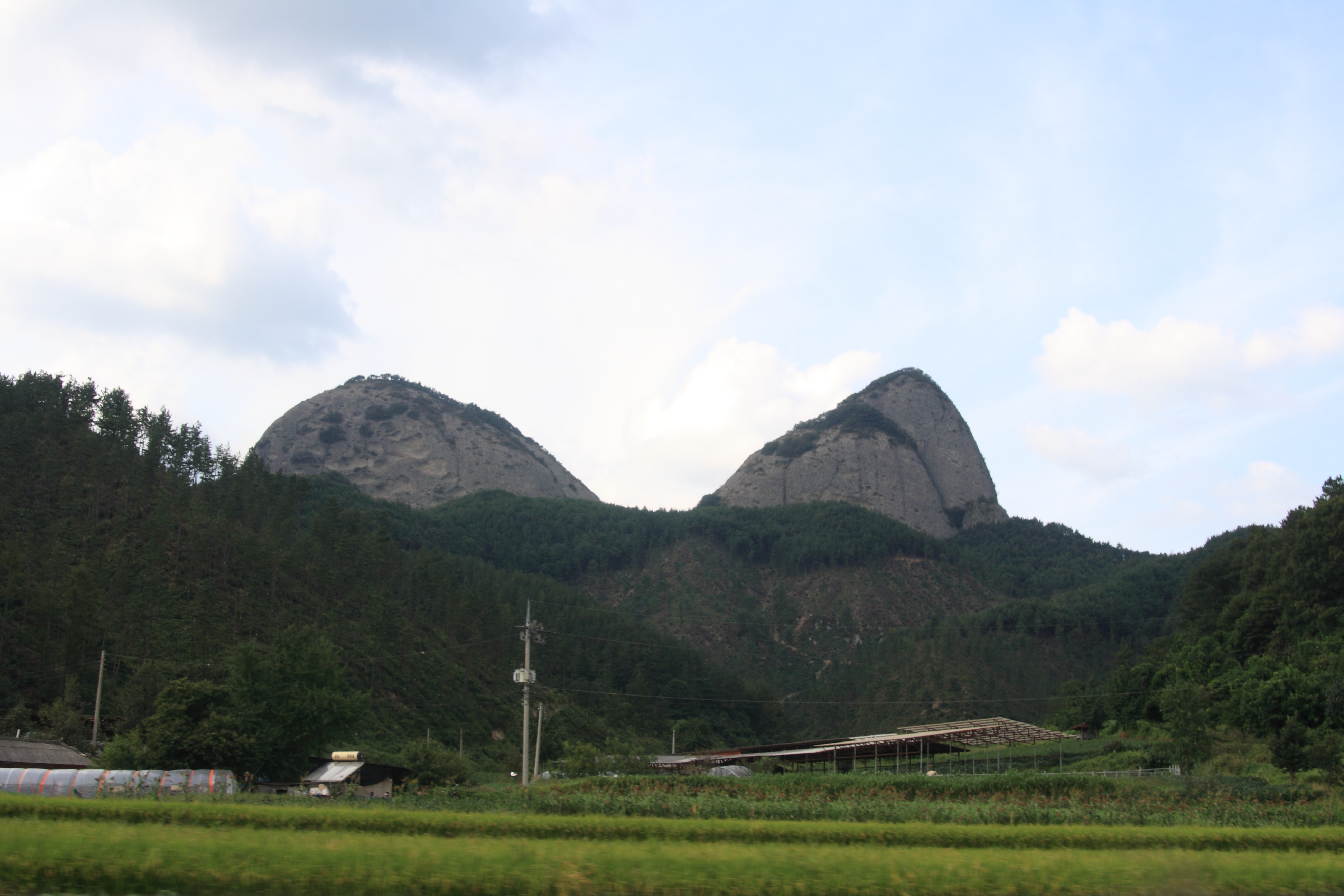
진안무주 국가지질공원의 지질명소 마이산

진안·무주 국가지질공원(Jinan·Muju National Geopark)은 대한민국 전북특별자치도 북동부 진안군과 무주군에 설치된 대한민국 국가지질공원으로, 마이산과 운일암반일암, 라제통문 등 유명 관광지를 비롯하여 10개 지질명소를 포함한다. 

## 개요
진안·무주 국가지질공원은 2019년 7월 10일에 대한민국 국가지질공원으로 지정되었으며 무주군과 진안군의 10개 지질명소로 구성된다. 영남 육괴의 고원생대 변성암과 중생대 백악기의 인리형 분지가 있는 진안-무주 지역은 한반도 지구조의 진화를 해석하는 데 중요하며 암석이 풍화와 침식을 받아 형성된 타포니, 감입곡류 하천, 폭포 등 지질 지형이 분포하여 지질학 교육 장소로 가치가 있다.

### 지질
진안무주 국가지질공원이 설치된 진안군과 무주군은 영남 지괴/영남 육괴의 중남부에 위치해 대부분 선캄브리아기 기반암으로 구성되며 광주 단층과 전주 단층에 의해 형성된 인리형 분지 진안 분지에 백악기의 퇴적암이 분포한다. 

## 지질명소

### 마이산
마이산(馬耳山)은 전북특별자치도 진안군 진안읍에 있는 산으로  약 1억년 전 자갈이 쌓여 만든 역암으로 구성되어 있으며 마이산 일대에 분포하는 역암 지층을 마이산 역암층이라 한다. 마이산은 중생대 후기 약 1억년전까지 호수였으나 대홍수시 모래, 자갈 등이 물의 압력에 의하여 이루어진 수성암으로 약 7천만년 전 지각 변동으로 융기되어 지금의 마이산이 이루어졌으며 지금도 민물고기 화석이 간혹 발견된다.
마이산을 남쪽에서 보면 봉우리 중턱 급경사면에 군데군데 마치 폭격을 맞았거나, 파먹은 것처럼 움푹 패인 크고 작은 굴들을 볼 수 있은데 이는 타포니 지형이다. 풍화작용은 보통 바위 표면에서 시작되나 타포니 지형은 바위 내부에서 시작하여 내부가 팽창되면서 밖에 있는 바위 표면을 밀어냄으로써 만들어진 것이다.
마이산과 역암
- 마이산 주차장의 진안무주 국가지질공원 안내판
- 마이산과 은수사
- 마이산 역암층의 역암

### 운일암반일암
운일암·반일암(Unilam-Banilam)은 진안군 주천면 대불리의 계곡에 발달하는 기암괴석으로 진안군의 대표적인 여름철 관광지로 손 꼽히는 곳이다. 운일암반일암은 구름만이 오갈 수 있으며 햇빛을 볼 수 있는 시간이 반나절 밖에 되지 않는다 하여 붙여진 이름이다. 계곡 곳곳에 과거 화산 활동의 흔적인 주상절리와 기공 구조 등의 지질구조가 있다. 이 지역의 암석은 중생대 백악기의 화산 활동에 의해 형성된 산성 화산암으로 용담 지질도폭(1973)에 의하면 이 화산암은 유문암질석영안산암, 석영안산암, 석영반암, 화강반암, 규장암 및 유문암 등으로 구성되며 유동 구조를 보인다.
운일암반일암
- 진안무주 국가지질공원 안내판
- 국지도 제55호선과 운일암반일암 구름다리
- 운일암과 반일암

### 운교리 삼각주 퇴적층
운교리 삼각주 퇴적층은 진안군 백운면 운교리 814에 위치한 지질명소로 섬진강변에 드러난 퇴적암 절벽에 한쪽 방향으로 경사진 층리가 드러나 있다.

### 외구천동지구

#### 수심대

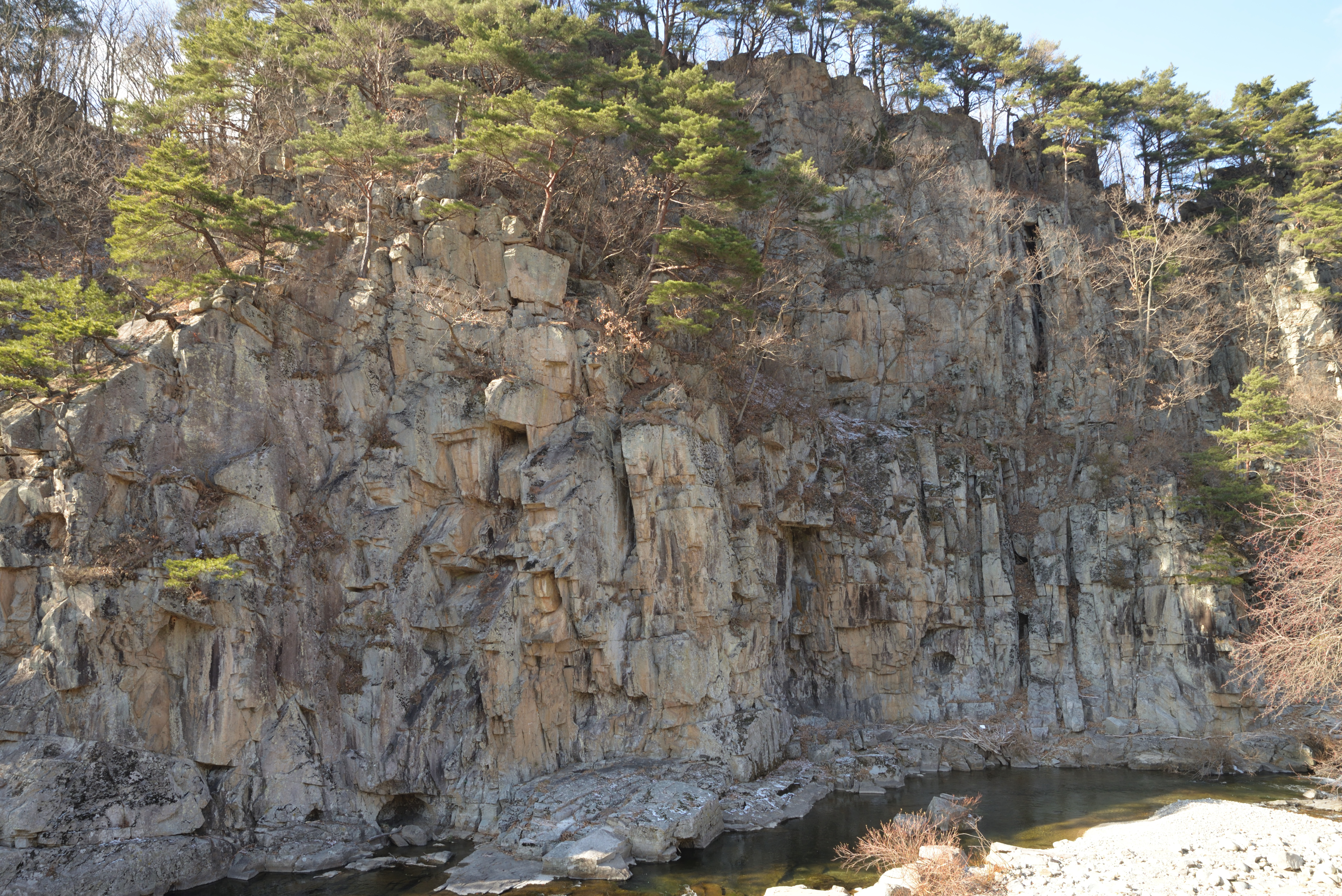
진안·무주국가지질공원 수심대, 무주 구천동

무주 구천동 33경 중 12경인 수심대는 신라 시대 일지대사가 이곳에서 흐르는 물을 보고 깨우친 바가 있다 하여 붙은 이름이며 병풍처럼 둘러친 절벽이 마치 [[금강산] 같다 하여 소금강이라고도 불린다. 이곳의 절벽은 1억 6백만년 전 백악기에 화산이 폭발하여 쌓인 유문암질 응회암으로 구성되며 화산 폭발 이후 유문암질 응회암의 급격한 냉각에 따른 수축에 의해 암석 내에 수평 및 수직 절리가 발달하였고 오랜 세월 풍화와 침식을 받아 오늘날의 절경이 형성되었다. 무주군 설천면 심곡리의 국도 제37호선과 이어진 주차장(지번: 무주군 설천면 심곡리 318)에서 볼 수 있다.

#### 파회

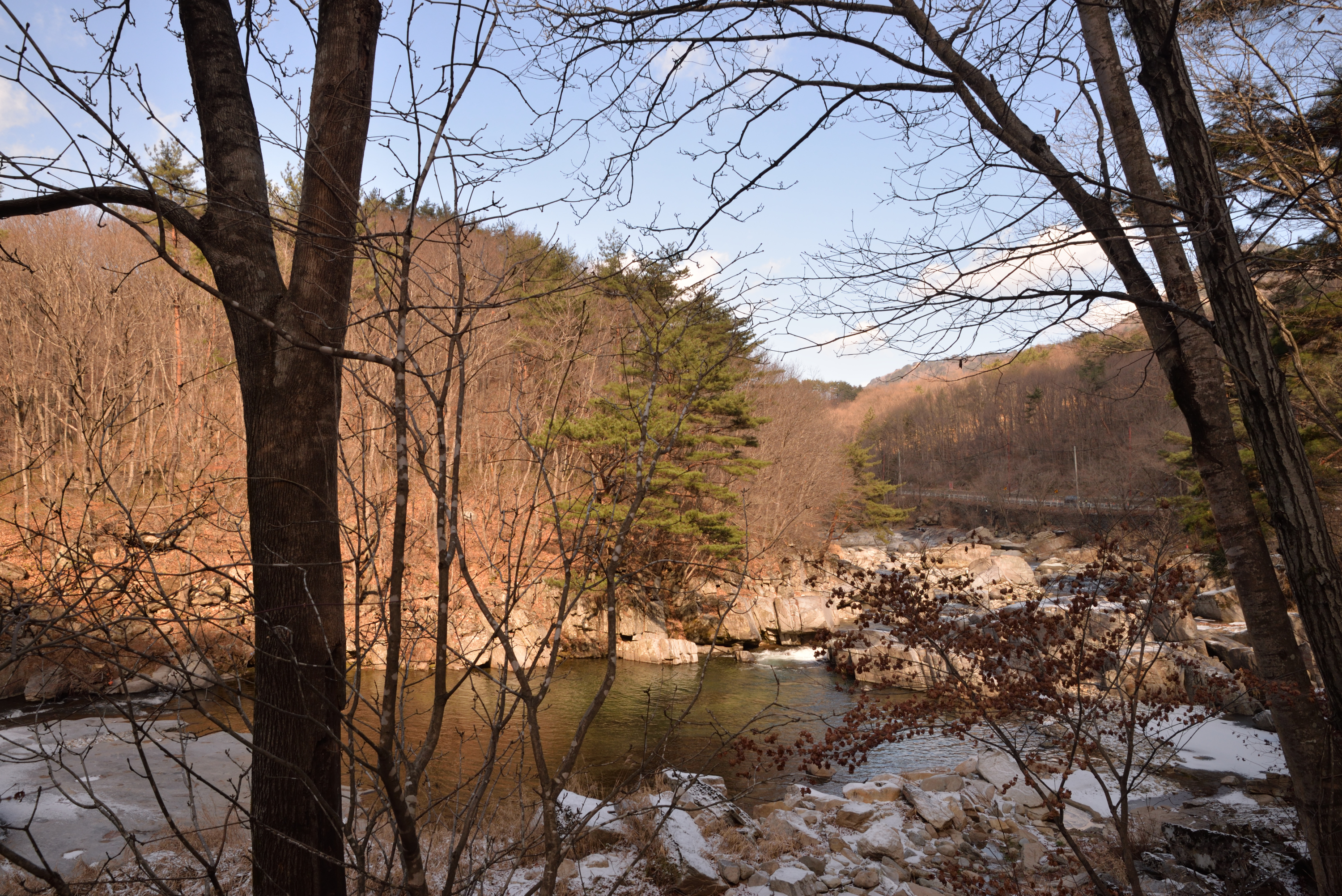
진안·무주국가지질공원 파회, 무주 구천동

무주 구천동 33경 중 11경인 파회는 원당천 하천이 급격히 방향을 바꾸어 흐른다 하여 붙은 이름으로 수심대와 함께 명승 56호로 지정되었다. 계곡은 1억년 전 화산 폭발에 의해 형성된 유문암질 응회암으로 구성되며 절리를 따라 오랜 세월 침식이 일어나 계곡이 형성되었다. 국도 제37호선 도로변에 안내판이 있다.

#### 라제통문
라제통문은 삼국시대 신라와 백제의 국경이었다는 전설이 전해지며 일제 강점기에 암석에 터널을 뚫어 도로를 개설하여 오늘날 국도 제30호선이 이곳을 지난다. 라제통문 일대 계곡에서는 영남 지괴의 혼성질 편마암을 볼 수 있는데 이 암석은 약 20억년 전에 퇴적된 이후 18억년 전 높은 온도와 압력을 받아 변성암인 편마암이 되었다.
라제통문
- 진안·무주국가지질공원 라제통문, 영남 지괴/영남 육괴 혼성질 편마암
- 진안·무주국가지질공원 라제통문, 영남 지괴/영남 육괴 혼성질 편마암

### 무주 오산리 구상화강편마암
무주 오산리 구상화강편마암은 무주군 무주읍 오산리에 있는 영남 지괴 내 화강편마암에 생긴 구상암(球狀巖)으로 대한민국의 천연기념물 제249호로 지정되어 있다. 공처럼 둥근 암석인 구상암(球狀巖)은 대부분 화강암 속에서 발견되는데, 전 세계적으로 100여 곳에서만 발견되었으며, 한국에서는 5곳에서 발견되었다. 무주 오산리 구상화강편마암의 둥근 핵은 지름이 5∼10 cm 이고 색깔은 어두운 회색이거나 어두운 녹색이다. 이 구상암은 화강암이 아닌 변성암 속에 있어 매우 희귀한 경우에 속하여 학술적으로 대단히 중요한 가치를 지닌다.

## 같이 보기
- 대한민국 국가지질공원
  - 단양 유네스코 세계지질공원
  - 청송 유네스코 세계지질공원
  - [[경북동해안 국가지질공원[[
  - 부산국가지질공원
  - 삼척지질공원
  - 의성지질공원
- 한국의 지질
  - 영남 지괴/영남 육괴
  - 진안군의 지질
  - 무주군의 지질